# Dzeržinskoe
Dzeržinskoe (in russo Дзержинское?) è un villaggio della Russia asiatica, situato nel Territorio di Krasnojarsk. È il centro amministrativo del distretto Dzeržinskij.
Si trova sul fiume Usolka (bacino dell'Angara), 80 km a nord della città di Kansk.